# Andreapol'
Andreapol' è una città della Russia europea centrale (oblast' di Tver'); è compresa amministrativamente nel rajon Andreapol'skij, del quale è il capoluogo.
Sorge nella parte occidentale della oblast', lungo la Dvina occidentale, 285 chilometri ad ovest del capoluogo Tver'.